# Comapa (kommun)
Comapa är en kommun i Mexiko.   Den ligger i delstaten Veracruz, i den sydöstra delen av landet, 260 km öster om huvudstaden Mexico City. Antalet invånare är 18 715. Arean är 320 kvadratkilometer.
Terrängen i Comapa är huvudsakligen kuperad, men den allra närmaste omgivningen är platt.
Följande samhällen finns i Comapa:
- Boca del Monte
- Sonora
- San Francisco Nacaxtle
- Agua Santa
- Tenextla
- La Luz
- La Divina Providencia
- Comalcuavilt
- La Malín
- El Recuerdo
- Monte Verde